# 世界粮食日

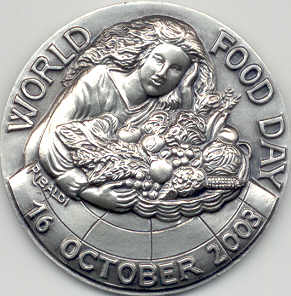
世界粮食日银币正面（2003年）

每年的10月16日是世界粮食日（英語：World Food Day）。
联合国粮食及农业组织（联合国粮农组织，FAO）成立于1945年10月16日。于是第20届联合国大会于1979年11月将10月16日定为世界粮食日，1981年起施行。设立此主题日旨在唤起世界对发展粮食和农业的高度重视。这是世界各国政府每年在10月16日围绕发展粮食和农业生产举行纪念活动的日子。在这一天，世界各国应围绕联合国粮农组织确定的当年主题展开宣传活动。

## 节日由来
1972年，由于连续两年气候异常造成的世界性粮食歉收，加上苏联大量抢购谷物，出现了世界性粮食危机。联合国粮农组织于1973年和1974年相继召开了第一次和第二次粮食会议，以唤起世界，特别是第三世界注意粮食及农业生产问题。但是，问题并没有得到解决，世界粮食形势更趋严重。关于“世界粮食日”的决议正是在这种背景下做出的。
1979年，联合国粮食及农业组织（粮农组织）第20届大会决定从1981年起，把每年的10月16日（粮农组织创建纪念日）定为世界粮食日，旨在促进人们重视粮食生产，鼓励发展中国家开展经济和技术合作，增强公众对于世界饥饿问题的了解，促进发达国家向发展中国家转让技术等。选定10月16日作为世界粮食日因为联合国粮农组织创建于1945年10月16日。联合国粮农组织在关于世界粮食日的决议中要求，各国政府在每年10月16日要组织举办各种多样、生动活泼的庆祝活动。

## 宗旨目的
促进人们重视农业粮食生产，为此激励国家、双边、多边及非政府各方作出努力；
鼓励发展中国家开展经济和技术合作；
鼓励农村人民，尤其是妇女和最不利群体参与影响其生活条件的决定和活动；
增强公众对于世界饥饿问题的意识；
促进向发展中国家转让技术；
加强国际和国家对战胜饥饿、营养不良和贫困的声援，关注粮食和农业发展方面的成就。

## 历年主题
- 1981年 粮食第一
- 1982年 粮食第一
- 1983年 粮食安全
- 1984年 妇女参与农业
- 1985年 乡村贫困
- 1986年 渔民和渔业社区
- 1987年 小农
- 1988年 乡村青年
- 1989年 粮食与环境
- 1990年 为未来备粮
- 1991年 生命之树
- 1992年 粮食与营养
- 1993年 收获自然多样性
- 1994年 生命之水
- 1995年 人皆有食
- 1996年 消除饥饿和营养不良
- 1997年 投资粮食安全
- 1998年 妇女养供世界
- 1999年 青年消除饥饿
- 2000年 没有饥饿的千年
- 2001年 消除饥饿，减少贫困
- 2002年 水：粮食安全之源
- 2004年 生物多样性促进粮食安全
- 2005年 农业与跨文化对话
- 2006年 农业投资促进粮食安全
- 2007年 食物权
- 2008年 世界糧食安全：氣候變化和生物能源的挑戰
- 2009年 因應危機時刻 實現糧食安全
- 2010年 团结起来，战胜饥饿
- 2011年 粮食价格——走出危机走向稳定
- 2012年 強化農業合作-保障糧食安全
- 2013年 糧食保障與營養依赖永續糧食体系(Sustainable Food Systems for Food Security and Nutrition)
- 2014年 家庭农业-供养世界 关爱地 (Family Farming: Feeding the world, caring for the earth)
- 2015年 社會與農業: 斷開農村貧困的鎖鏈 (Social Protection and agriculture: breaking the cycle of rural poverty)
- 2016年 氣候在變遷。農糧亦必變遷。 (Climate is changing. Food and agriculture must too)
- 2017年 改变移民未来，投资粮食安全，促进农村发展 （Change the future of migration. Invest in food security and rural development.）
- 2018年 行動決定未來 Our actions are our future
- 2019年 行动即未来，健康饮食，实现零饥饿[1]
- 2020年 齐成长、同繁荣、共持续，行动造就未来[2]
- 2021年 行动造就未来。更好生产、更好营养、更好环境、更好生活。
- 2022年 不让任何人掉队 ( Leave NO ONE behind )